# Louis Narcisse Delamarre
Louis Narcisse Delamarre (1863-siglo XX) fue un autor francés, instalado en los Estados Unidos.

## Biografía
Nació en Francia en 1863 y estudió en la Universidad de París. Sucesivamente profesor de estudios clásicos y literatura francesa en París, tutor, instructor y profesor asociado de lenguas romances en el City College of New York (1907-1915) y profesor asociado en la Escuela de Graduados de la Universidad de Nueva York, fue miembro de entidades como National Society of French Professors in America, Modern Language Association, Society of Universitary Professors, y, desde 1909, secretario general de la Federation of French Alliances in the United States and Canada.
Autor de títulos como Tacite et la littérature française (París, 1906), escribió artículos sobre literatura contemporánea francesa en Transatlantic Tales y fue editor del Bulletin officiel des professeurs français en Amérique (1907). Fue uno de los redactores de la Catholic Encyclopedia.